# Schleuse Wettin
Die Schleuse Wettin ist eine Schleuse der Bundeswasserstraße Saale. Die Schleusenanlage Wettin liegt im Land Sachsen-Anhalt in der Stadt Wettin-Löbejün bei Saale-km 70,38. Sie wurde als letzte der Saalegroßschleusen 1951 fertiggestellt. Zuständig für Betrieb und Unterhaltung ist das Wasserstraßen- und Schifffahrtsamt Elbe. Seit dem 1. Juli 2010 wird die Schleuse über die Revierzentrale Bernburg fernbedient und ist somit nicht mehr personell besetzt. Die Anmeldung zur Schleusung erfolgt per Telefon.

## Geschichte
Die Nutzung der Saale für Güter- oder Personentransporte ist seit 981 urkundlich belegt. In Chroniken der Saaleschifffahrt wird berichtet, dass bereits in der zweiten Hälfte des 14. Jahrhunderts das Wasser des Flusses Saale angestaut wurde. Die angestaute Wassermenge wurde zum Betrieb von Mühlen bzw. zum Flößen genutzt. Am 21. Oktober 1530 erteilte Kaiser Karl V. dem Erzstift Magdeburg das Privileg der freien Schifffahrt auf der Saale und die Erlaubnis, den Fluss auszubauen. Erste hölzerne Schleusen dienten den Schiffern zur Bewältigung des Frachtverkehrs. Fürst Wolfgang von Anhalt, Regent über Bernburg, schloss 1559 auf Drängen des Erzbischofs Sigismund einen Vertrag zum Ausbau und Sicherung der Saaleschifffahrt ab. Erst knapp 100 Jahre später, ab dem Jahre 1790 wurde die Saaleschifffahrt weiter ausgebaut. Der Kurfürst von Sachsen, Friedrich August III. ordnete an, die obere Saale und die Unstrut schiffbar zu machen. Im Rahmen des Wasserstraßenausbaues Elbe/Saale wurde die Gesamtlänge durch Begradigungen in den Jahren 1933 bis 1942 von 427 Kilometer auf rund 413 Kilometer verkürzt. Von km 124,16 bei Bad Dürrenberg bis km 0,00 Mündung in die Elbe (bei km 290,78) ist die Saale eine Bundeswasserstraße.

## Beschreibung
Im Bereich der Schleuse gibt es heute drei Saalearme. Die alte und auch die neue Schleuse befinden sich auf einer Insel in der Saale. Reste der historischen Saaleschleuse ⊙ sind erhalten. Bei der alten Schleuse Wettin handelt sich um eine einfache Kammerschleuse mit senkrechten Wänden. Die Schleusenkammer und ihre Häupter bestehen aus Ziegelmauerwerk das mit Sandstein verblendet wurde. Die Sohle ist ausgelegt mit Sandsteinquadern. Verschlossen und geöffnet wurde die Kammer mittels Stemmtoren die per Hand werden bewegt wurden. Die Schleuse wurde über handbetriebene Klappen in den Toren gefüllt und geleert. Diese Schleuse war bis 1951 in Betrieb. Das alte Schleusenwärterhaus steht noch, der alte Dammbalkenschuppen musste abgerissen werden. Die erste Schleuse stammt aus der Zeit um 1698 und wurde zwischen 1817 und 1822 erweitert. Sie war für die Passage von Schleppkähnen mit Saalemaß geeignet.
Bei der heutigen Schleuse Wettin handelt sich um eine Schleppzugschleuse. Typisch für diese Schleusenbauart sind die seitlich versetzten Schleusentore. Die Einfahrtsbreite des Ober- und Unterhauptes, d. h. die Torweite, beträgt 12 Meter. Zur Mitte hin weiten sie sich auf und die nutzbare Breite beträgt dann 20 Meter. Dadurch können mehrere Schleppkähne eines Schleppzuges nebeneinander in der Schleuse liegen und gemeinsam geschleust werden. Die nutzbare Länge der Schleusenkammern beträgt etwa 100 Meter. Die Schleusenwände bestehen aus Beton und sind senkrecht. Die Schleusenhäupter sind ebenfalls als Schwergewichtsbetonwände ausgeführt. Beide Schleusentore wurden als Hubtore gebaut. Die Hubtore besitzen keine Öffnungen zum Befüllen der Schleuse. Das Leeren und Befüllen der Schleusenkammer erfolgt durch das Anheben der Tore.

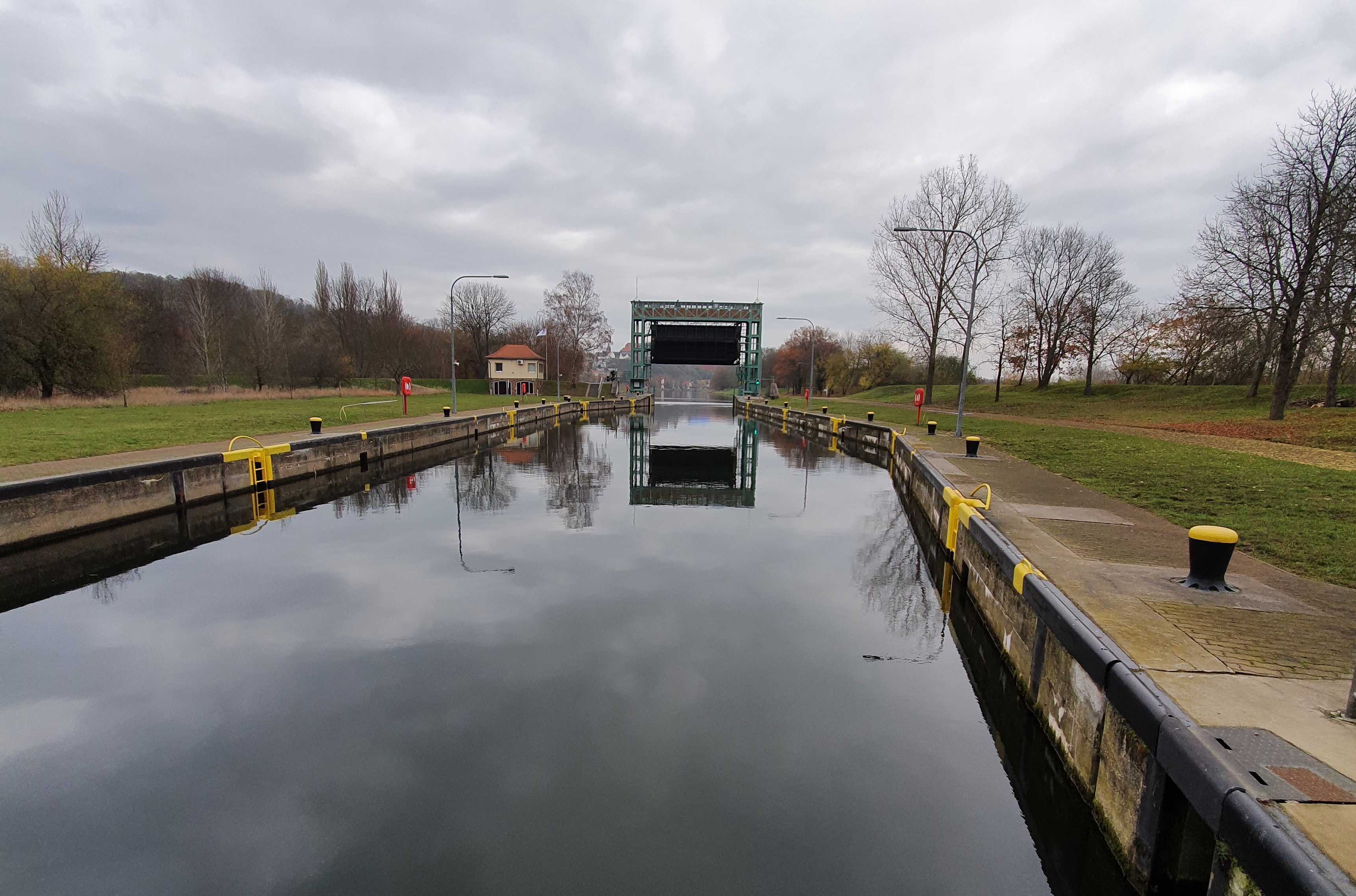
Oberhaupt der Schleuse
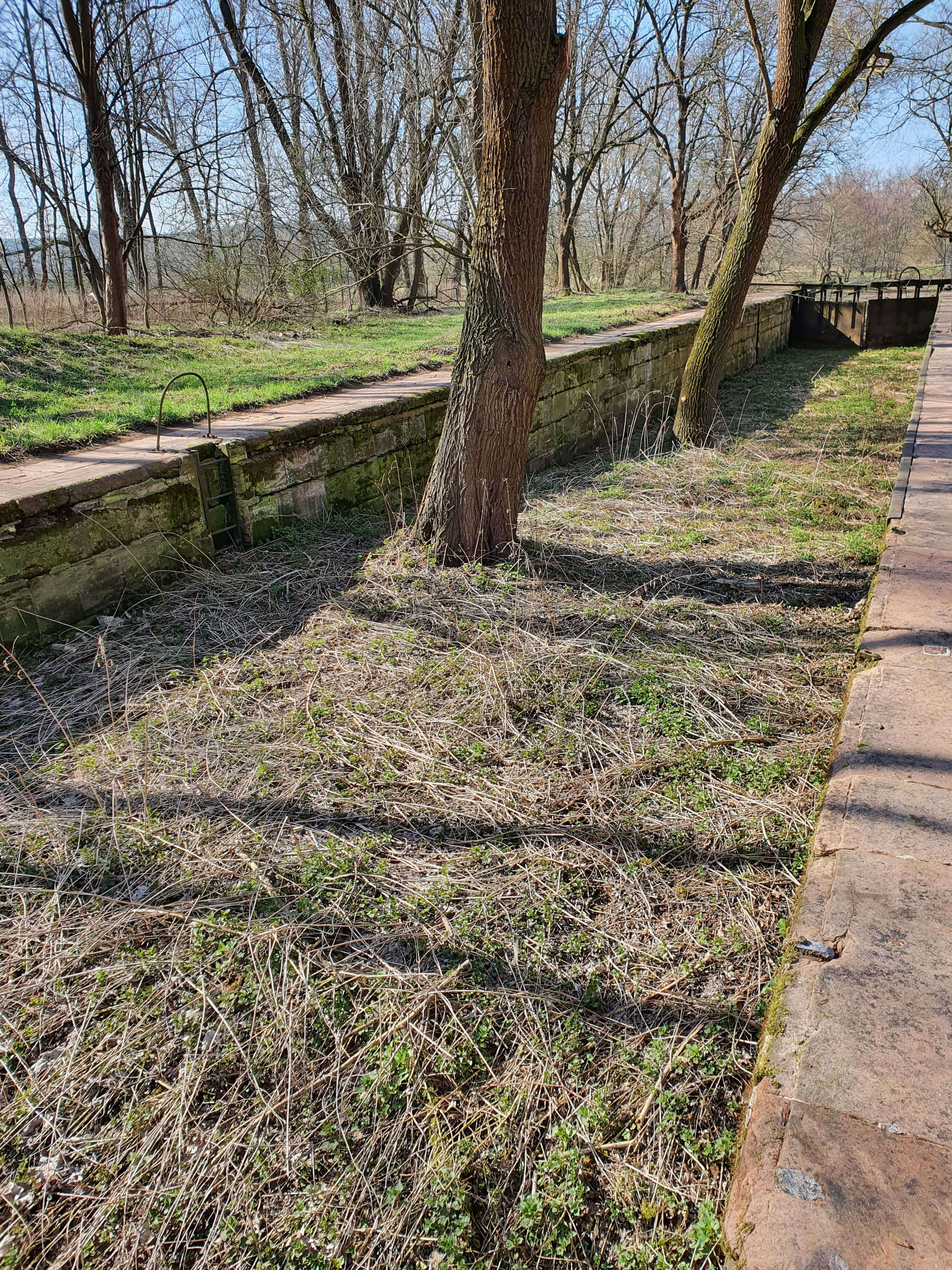
Schleusenbecken der historischen Schleuse auf der Schleuseninsel
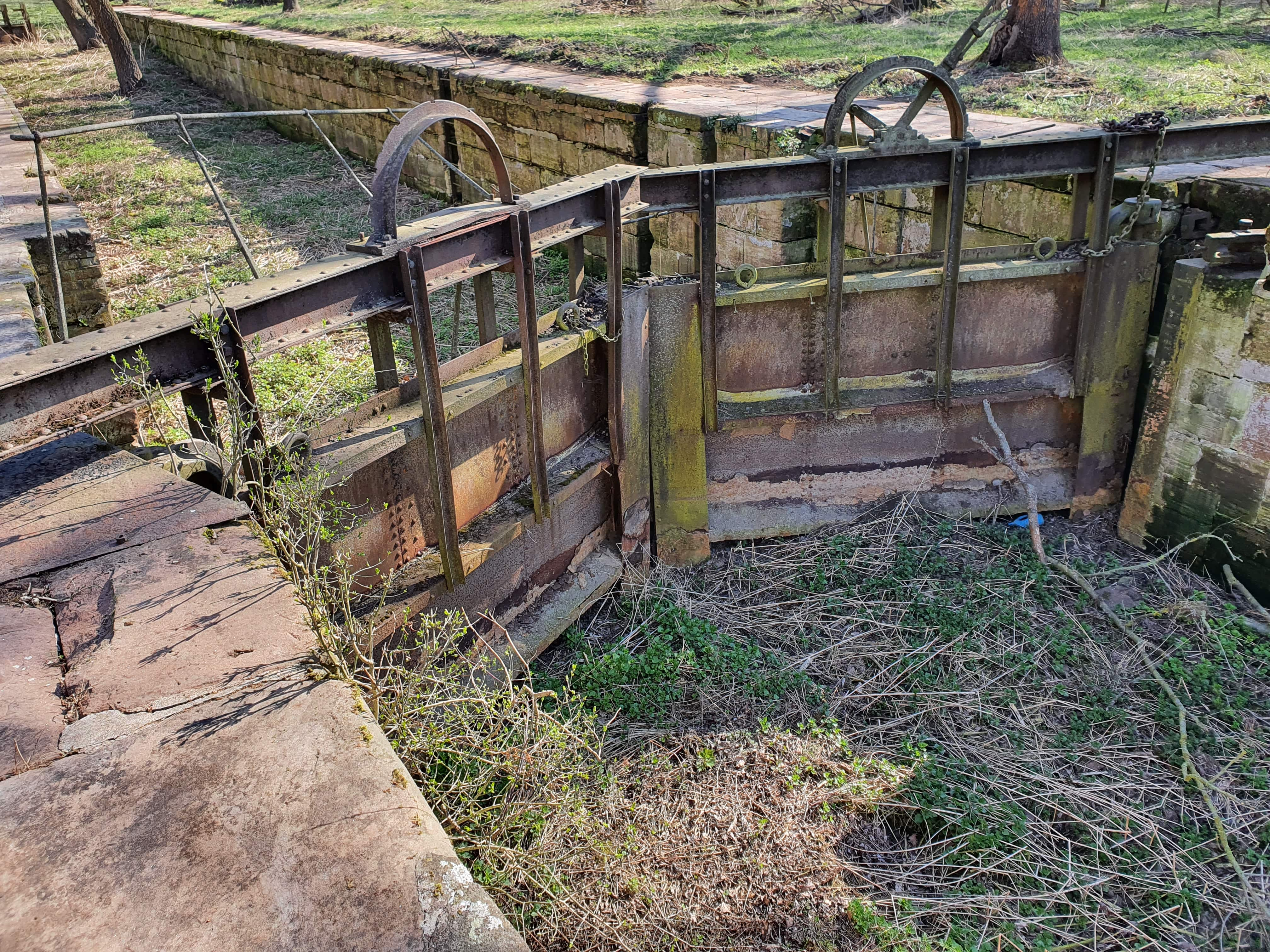
Unterhaupt der historischen Schleuse
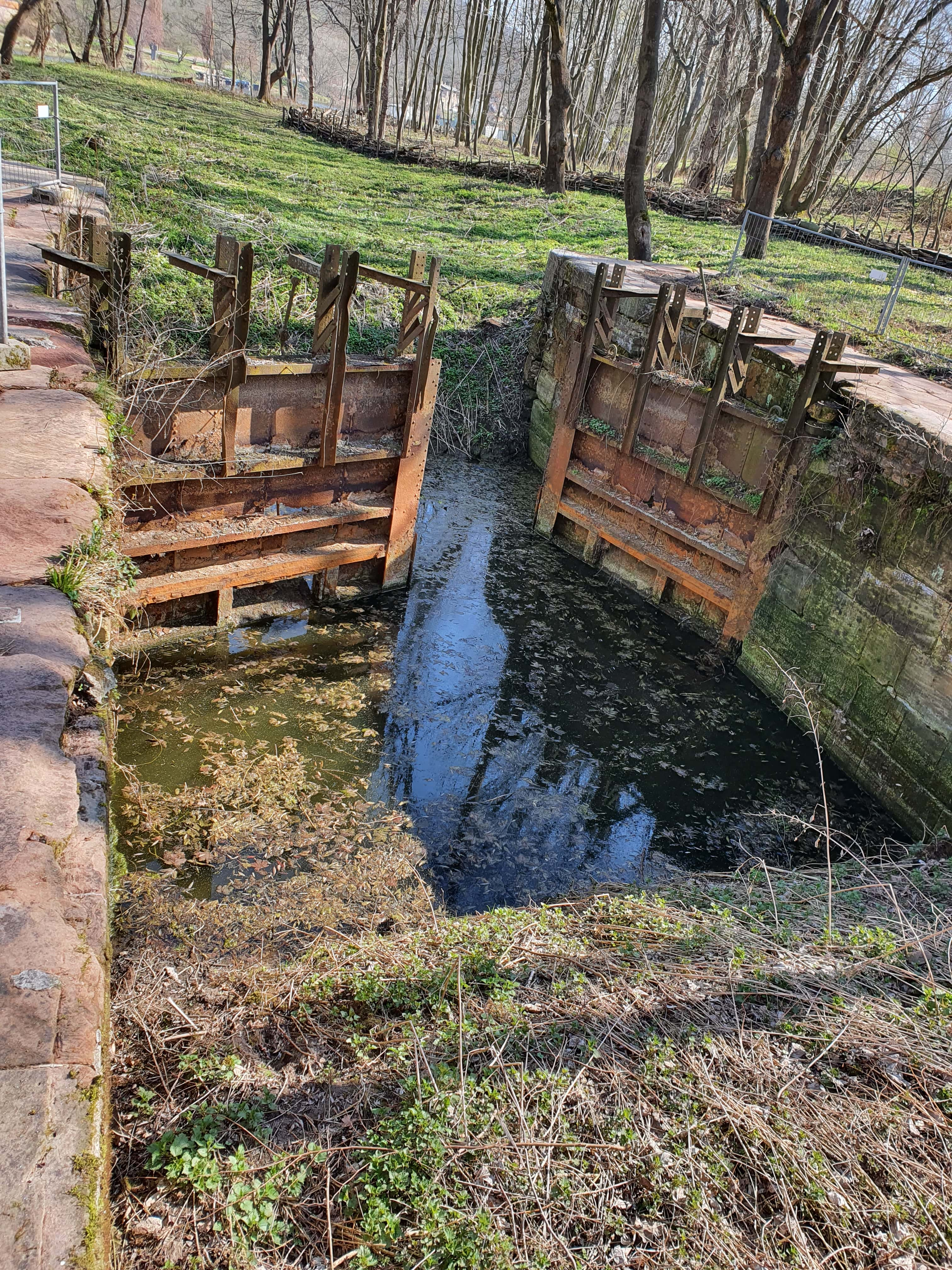
Oberhaupt der historischen Schleuse
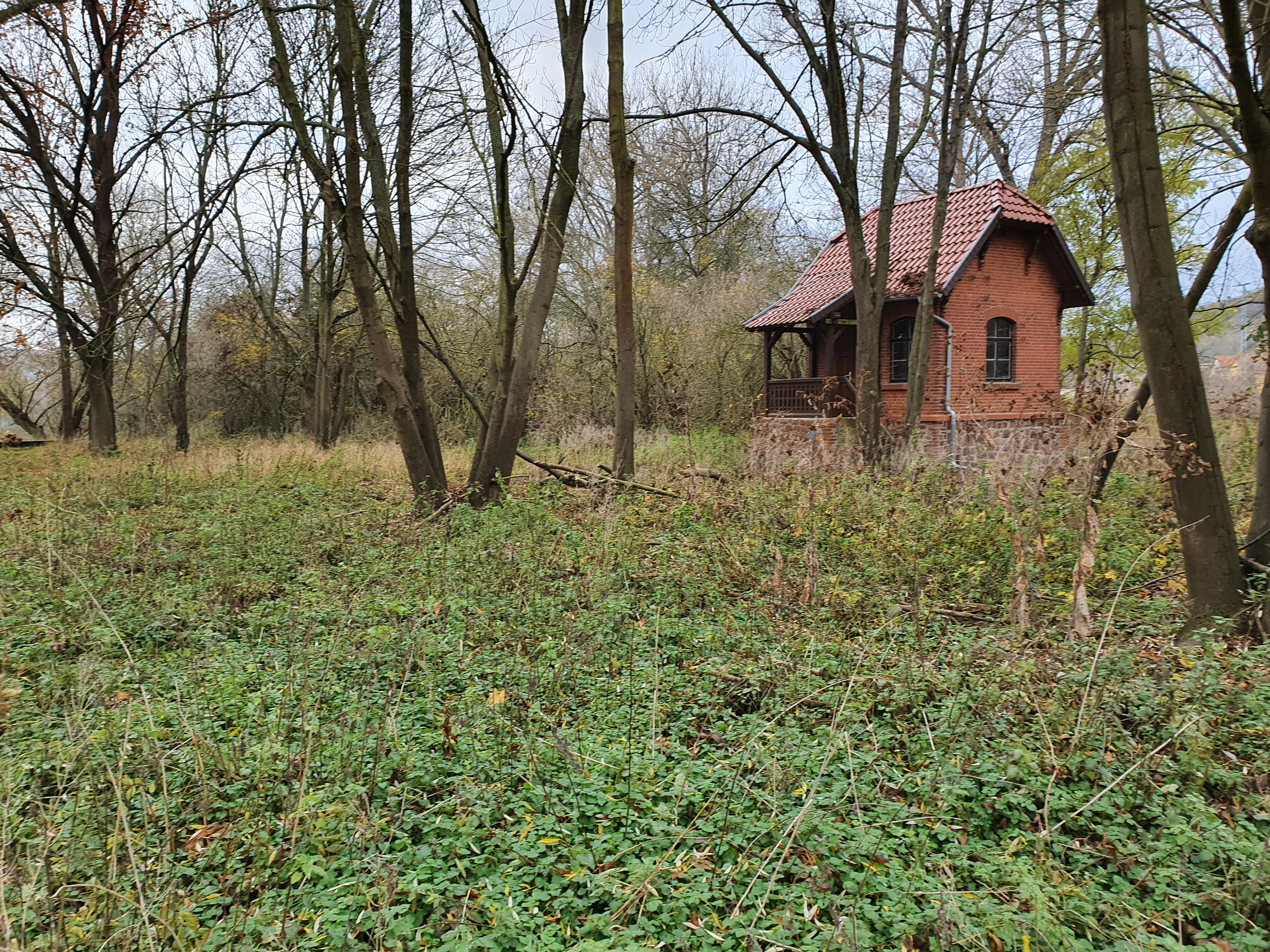
Schleusenwärterhaus der historischen Schleuse

- Siehe auch: Liste der Schleusen der Saale

## Karten
- W. Ciesla, H. Czesienski, W. Schlomm, K. Senzel, D. Weidner: Schiffahrtskarten der Binnenwasserstraßen der Deutschen Demokratischen Republik 1:10.000. Band I, Herausgeber: Wasserstraßenaufsichtsamt der DDR. Berlin 1988. OCLC 830889996